# Lijst van burgemeesters van Brouwershaven
Dit is een lijst van burgemeesters van de voormalige Nederlandse gemeente Brouwershaven in de provincie Zeeland.
De voormalige gemeente Brouwershaven werd in 1961 samengevoegd met Dreischor, Noordgouwe, Zonnemaire en een deel van Duivendijke tot de nieuwe gemeente Brouwershaven. Sinds de gemeentelijke herindeling van 1 januari 1997 maakt het gebied deel uit van de gemeente Schouwen-Duiveland.
| Ambtsperiode | Naam burgemeester               | Partij of stroming | Bijzonderheden                 |
| ------------ | ------------------------------- | ------------------ | ------------------------------ |
| 1819 - 1837  | W.J. Gast                       |                    |                                |
| 1837 - 1861  | C. Lopse Hocke                  |                    |                                |
| 1861 - 1886  | J.M. Locker de Bruijne          |                    |                                |
| 1886 - 1888  | J.Ph. Wesselink                 |                    |                                |
| 1888 - 1890  | mr. A.D.H. Kolff                |                    |                                |
| 1890 - 1892  | C. Bosman                       |                    |                                |
| 1892 - 1893  | L.A. van Asperen van de Velde   |                    |                                |
| 1894 - 1905  | A.W. van Buuren                 |                    |                                |
| 1906 - 1909  | C. Ripping                      |                    |                                |
| 1909 - 1913  | jhr. H.J. van Adrichem Boogaert |                    |                                |
| 1913 - 1915  | F.R. van der Wedden             |                    |                                |
| 1916 - 1919  | W.J. Kapteijn                   |                    |                                |
| 1919 - 1930  | N.A. Berkhout                   |                    |                                |
| 1930 - 1952  | C. Gast                         |                    |                                |
| 1952 - 1961  | J.L. van Leeuwen                | PvdA               |                                |
| 1961 - 1966  | A.H. Vermeulen                  | PvdA               | was burgemeester van Dreischor |
| 1966 - 1971  | mr. Jacob Paul Boersma          | PvdA               | was burgemeester van Wedde     |
| 1971 - 1976  | Adri (A.P.) Schouwenaar         | PvdA               |                                |
| 1977 - 1989  | C. Slabbekoorn                  | PvdA               |                                |
| 1989 - 1995  | Lein (L.N.) Labruyère           | PvdA               |                                |
| 1995 - 1997  | Adri (A.P.) de Haan             | PvdA               | waarnemend burgemeester        |